# Bartkowski Dwór
Bartkowski Dwór – osada w Polsce położona w województwie warmińsko-mazurskim, w powiecie oleckim, w gminie Wieliczki.
W latach 1975–1998 miejscowość administracyjnie należała do województwa suwalskiego.